# Nicki Nicole
Nicki Nicole (née le 25 août 2000 à Rosario) est une chanteuse et actrice argentine.

## Biographie
Son premier producteur, Gonzalo Ferreyra, est en 2018 à la recherche de nouveaux artistes et, en se rendant à une fête appelée Boom Trap Party dans un bar de Corrientes et Urquiza, à Rosario, devient fasciné par sa voix, sa façon de chanter, la tenue vestimentaire et le style de Nicki Nicole. Bien qu'il n'ait aucune idée de qui elle était, il lui écrit le soir même sur Instagram pour lui dire qu'il adorerait la produire. À l'époque, Nicki chantait en duo avec Jonavi, alors Ferreyra enregistre les morceaux No puede seguir et Ahora quiere volver. Par la suite, la chanteuse choisit de poursuivre une carrière musicale en solo et le duo se dissout.
En janvier 2021, elle participe au lancement du remix Ella no es tuya avec Rochy RD et Myke Towers. En février 2021, elle remporte le prix Premio Lo Nuestro dans la catégorie « révélation féminine ». En mars 2021, la chanteuse collabore avec le groupe uruguayen de rock No Te Va Gustar sur le single Venganza, une chanson contre la violence sexiste. Le même mois, elle sort le premier single de son prochain album studio, No toque mi Naik, avec le chanteur portoricain Lunay En avril 2021, elle se produit au Tonight Show, une émission de télévision américaine animée par Jimmy Fallon, où elle interprète Wapo traketero et No toque mi Naik avec Lunay. Le 29 avril 2021, la chanteuse rejoint Pedro Capó et De La Ghetto dans Tú fanático remix. En octobre 2021, Nicki participe au premier Tiny Desk à Buenos Aires et devient la cinquième artiste argentine à prendre part à ces sessions. Sa session est suivie par des milliers de personnes et compte près de dix millions de vues sur YouTube.

## Discographie

### Albums studio
- 2019 : Recuerdos
- 2021 : Parte de mí
- 2023 : Alma
- 2024 : Naiki

## Filmographie
- 2021 : La Voz Argentina
- 2023 : LXII Festival Internacional de la Canción de Viña del Mar : juré
- 2023 : La firma (série Netflix)
- 2024 : La Joia: Bad Gyal (documentaire Prime Video) : elle-même[8]